# ضبيعة (قرية)
ضبيعة هي قرية تقع في نجد ومن قرى منطقة حائل في المملكة العربية السعودية، تقع ضمن نطاق محافظة بقعاء إدارياً ويسكنها قبيلة الحسين من شمر.

## الموقع
تقع على طريق بقعاء - حائل، وتبعد عن بقعاء مسافة 20 كم بإتجاه الغرب.

## الخدمات
ويوجد في القرية العديد من الخدمات الحكومية،  منها:
- مركز إمارة.
- مستوصف صحي.
- مدارس للبنين والبنات بجميع مراحله.
- مكتب خدمات بلدية للقرية وضواحيها.
- جمعية خيرية.
- مكتب للبريد.